# HONEY (SCANDALのアルバム)
『HONEY』（ハニー）は、SCANDALの8枚目のアルバム。2018年2月14日にエピックレコードジャパンから発売された。

## 概要
- 前作から約1年11か月ぶりとなるオリジナル・アルバム[1]。
- 本作のアートワークはAMIAYAとのコラボ作品[2][3]。
- 初回生産限定盤には、バンド結成日の8月21日に行われた『Storytellers：SCANDAL』が収録され、完全生産限定盤には、前述のAMAIYAとのコラボTシャツが特典として付属する[4][3]。

## 収録曲

### CD
1. プラットホームシンドローム
作詞：RINA　作曲・編曲：MAMI
  - 本作のリードトラック
2. OVER
作詞：RINA　作曲・編曲：MAMI
3. テイクミーアウト
作詞：RINA　作曲：MAMI　編曲：江口亮
  - 23rdシングル
  - TBS『王様のブランチ』2016年7月度エンディングテーマ[5]
  - ABC-MART「2016夏靴祭り」CMソング[6]
4. Oh! No!
作詞・作曲・編曲：MAMI
5. ミッドナイトシティ
作詞・作曲：RINA　編曲：MAMI
6. ショートショート
作詞：RINA　作曲・編曲：MAMI
7. 窓を開けたら
作詞・作曲：TOMOMI　編曲：沙田瑞紀
8. ふたり
作詞：RINA　作曲：MAMI　編曲：川口圭太
  - デジタル・シングル「恋するユニバース」のカップリング曲
9. エレクトリックガール
作詞：RINA　作曲・編曲：MAMI
  - NYLON JAPANプロデュース 「レブロン カラーステイ オーバータイム リップカラー」 スペシャルムービー[7]
10. 恋するユニバース
作詞：RINA　作曲：MAMI　編曲：川口圭太
  - デジタル・シングル
  - ブルボン「ブルボン×SCANDAL」WebCMソング[8]

| #         | タイトル               | 作詞  | 作曲・編曲 |
| --------- | ---------------------- | ----- | ---------- |
| 1.        | 「瞬間センチメンタル」 |       |            |
| 2.        | 「キミと夜と涙」       |       |            |
| 3.        | 「LOVE ME DO」         |       |            |
| 4.        | 「声(Acoustic ver.)」  |       |            |
| 5.        | 「DOLL」               |       |            |
| 6.        | 「恋するユニバース」   |       |            |
| 7.        | 「テイクミーアウト」   |       |            |
| 8.        | 「8月」                |       |            |
| 9.        | 「SCANDAL BABY」       |       |            |
| 合計時間: | 合計時間:              | 57:22 |            |